# Banquette (construction)
Pour les articles homonymes, voir Banquette.
- La banquette est un élément d'architecture et de construction en long, de faible hauteur et largeur, en général des tables de pierre  maçonnées ou un couvrement en bois de la partie supérieure d'un mur d'appui.
- La banquette est la plateforme permettant la circulation à l'intérieur d'un égout, d'une canalisation accessible.
- La banquette est une plateforme à mi-pente d'un talus pour permettre la circulation, une terrasse intermédiaire servant à déblayer dans un terrassement, une fouille.
- La banquette est une gaine horizontale basse sur plancher dans une salle recevant des réseaux.
- La  banquette est un meuble sans dossier meublant un intérieur ou un extérieur.

## Voir
- Glossaire de l'architecture